# Vlado Matanović
Vlado Matanović (* 29. Mai 1995 in Rijeka) ist ein kroatischer Handballspieler.

## Karriere

### Verein
Vlado Matanović lernte das Handballspielen beim RK Kozala Rijeka. Mit dem RK Buzet und dem MRK Umag spielte der 1,82 m große Rechtsaußen ab 2013 in der kroatischen Premijer Liga. Von 2018 bis 2020 stand er beim slowenischen Verein RK Velenje unter Vertrag. Zur Saison 2020/21 nahm ihn der kroatische Serienmeister RK Zagreb unter Vertrag. Mit den Hauptstädtern gewann er 2021, 2022 und 2023 Meisterschaft und Pokal. Nachdem er sich im November 2022 einen Kreuzbandriss zugezogen hatte, wurde sein Kontrakt in Zagreb nicht verlängert und er blieb bis November 2023 ohne Verein. Seitdem spielt er für den RK Spačva Vinkovci.

### Nationalmannschaft
Bei der U-19-Weltmeisterschaft 2013 gewann Matanović mit der kroatischen Jugendnationalmannschaft die Silbermedaille.
Mit der kroatischen A-Nationalmannschaft gewann Matanović bei der Europameisterschaft 2020 die Silbermedaille.
Bisher bestritt er mindestens 20 Länderspiele, in denen er 23 Tore erzielte.